# Игнатов, Ефим Никитич
Ефим Никитич Игнатов вариант отчества Никитович (1890—1938) — большевик, член Учредительного собрания, организатор оппозиционной группы "игнатовцев".

## Биография

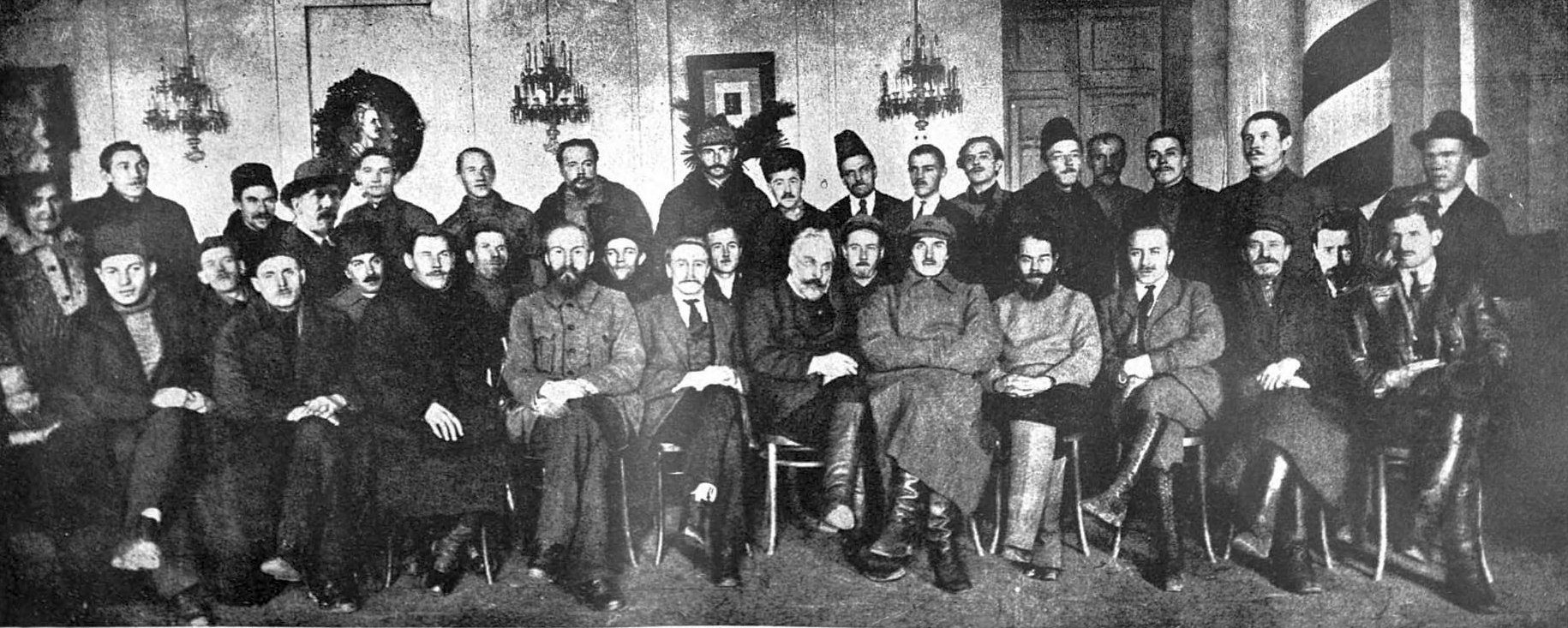
Группа членов Исполкома первого созыва Моссовета после Октябрьской революции.
Сидят (слева направо): 1) Игнатов, 2) Ратехин, 3) Корзинов, 4) Розенгольц, 5) Пискарёв, 6) Сальников, 7) Ангарский, 8) Борщевский, 9) Фельдман, 10) Каныгин, 11) Смидович, 12) Горкунов, 13) Сахаров, 14) Рогов, 15) Лисицин, 16) Радзивиллов, 17) Ногин, 18) Певунов.
Стоят (слева направо): 1) Тёмкина, 2) Илюшин, 3) Меркулов, 4) Рыков, 5) Заморёнов, 6) Будзыньский, 7) Обух, 8) Смирнов, 9) Савин, 10) Семашко, 11) Исаев, 12) Вознесенский, 13) Буровцев, 14) Белорусов, 15) Желтов, 16) Булочников, 17) Фонченко.

Родился в крестьянской семье села Латынино Тарусского уезда Калужской губернии. По специальности повар. С 1904 по 1917 год работал по специальности в ресторанах.
С 1912 года член РСДРП(б). В 3—24 июня 1917 на Первом Всероссийском Съезде Советов Рабочих и Солдатских Депутатов в Петрограде избран членом ВЦИК Советов РСД от фракции социал-демократов большевиков.
В 1917 году член исполкома и президиума Моссовета. В октябре 1917 года — член Московского ВРК, затем — член Московского комитета партии. С 3(16) ноября по 12 (25 ноября 1917 года комиссар Городского районного ВРК в Москве (удостоверение МВРК № 483).
В конце 1917 года был избран во Всероссийское учредительное собрание в Московском столичном избирательном округе по списку № 5 (объединённый список большевиков и интернационалистов).
Делегат I-го Всероссийского съезда Советов Рабочих и солдатских депутатов, избран во ВЦИК 1-го и 3-го созывов.
14-16 марта 1918 года избран кандидатом в члены ВЦИК на IV Всероссийском чрезвычайном съезде Советов рабочих, крестьянских, солдатских и казачьих депутатов.
В декабре 1918 года был включён Свердловым в состав делегации (Бухарин, Раковский, Радек, Иоффе и Игнатов) на съезд рабочих и солдатских детпутатов Германии. Но делегация большевиков была арестована генералом Э. Фалькенхайном и через Минск и Литву отправлена обратно в РСФСР.
С 1918—1926 год член ЦК Союза работников народного питания.
Если в преддверии VIII партсъезда в марте 1919 года группа Игнатова, начавшая действовать в масштабе всей Москвы, была близка к децистам, то в 1920 года она рассматривалась как часть  «рабочей оппозиции», однако организационно она была связана с рабочей оппозицией слабо:95, 98.
В сентябре 1920 года после партийной конференции, на которой обсуждались привилегии партийной верхушки,  вместе с руководителем партийной ячейки завода «Динамо» Константином Ухановым и сотрудником аппарата ЦК М. Мурановым был включён в комиссию-тройку для проверки жилищных условий в Кремле:88. 26 октября 1920 года был приглашён на заседание Политбюро, где присутствовали В. И. Ленин, Л. Д. Троцкий, Н. И. Бухарин, Н. Н. Крестинский, Ф. Э. Дзержинский, Л. П. Серебряков, Е. А. Преображенский и А. С. Енукидзе), для обсуждения вопроса о внутрипартийных настроениях.
В феврале 1921 года на Московской губернской партконференции Игнатов подчеркнуто отверг общепринятое большевистское мнение, что беспартийные забастовщики являются предателями или антисоветскими элементами:96. На московской партийной конференции 20 ноября 1920 года за резолюцию Игнатова проголосовало 124 человека, а за резолюцию Каменева 154:100. Ленин и Артём , переведённый из Башкирии, чтобы встать во главе Московского городского комитета, пошли на обострение конфликта и не включили в совместный список 3 предложенных Игнатовым оппозиционеров. Группа из 114 его сторонников объявила, что «снимает всякую ответственность за дальнейшую работу Московского комитета». Группа Игнатова самораспустилась, её лидеры были наказаны:184.
В период профсоюзной дискуссии 1920—1921 гг. возглавил группу московских работников, так называемых «игнатовцев». Позднее группа Игнатова примкнула к «рабочей оппозиции». 8—16 марта 1921 года Делегат X съезда РКП(б) с решающим голосом от Московской губернской парторганизации.
После 1921 года отошёл от оппозиции, работал в Витебском губкоме партии, в 1921-1922 годах был председателем Витебского губисполкома. В 1922-1924 годах слушатель 1-го МГУ, Курсов марксизма при Комакадемии. В 1925-1929 учился Институте Красной профессуры.  С 1925 года член бюро президиума Института советского строительства при Комакадемии.
С 1929 года работал директором Высших курсов советского строительства при ВЦИК.
3 ноября 1937 года арестован НКВД по обвинению в участии в кнтр-революционной террористической организации. 11 января 1938 года Военной коллегией Верховного Суда СССР приговорён к расстрелу. Приговор приведён в исполнение в тот же день, похоронен на расстрельном полигоне "Коммунарка". 28 июля 1956 года реабилитирован посмертно.

## Труды
- Игнатов Е. Н. Московский совет рабочих депутатов в 1917 году.  Ком. акад. Ин-т сов. строительства. - Москва : Изд-во Ком. акад., 1925. - XV, 472 с.
- Игнатов Е. Н. Организация общественного питания путь к новому быту / Е. Игнатов. - Москва ; Ленинград : Гос. изд-во, 1927. - 111 с.
- Игнатов Е. Н. Всерoссийские съезды Сoветoв рабoчих и сoлдатских депутатoв в 1917 г. - Ленинград : Прибой, [1927]. - 144 с.
- Игнатов Е. Н. Городские районные советы как форма участия рабочих в управлении государством. М.: Издательство Коммунистической академии, 1929. — 133 с.